# Juegos de los Pequeños Estados de Europa de Mónaco 2007

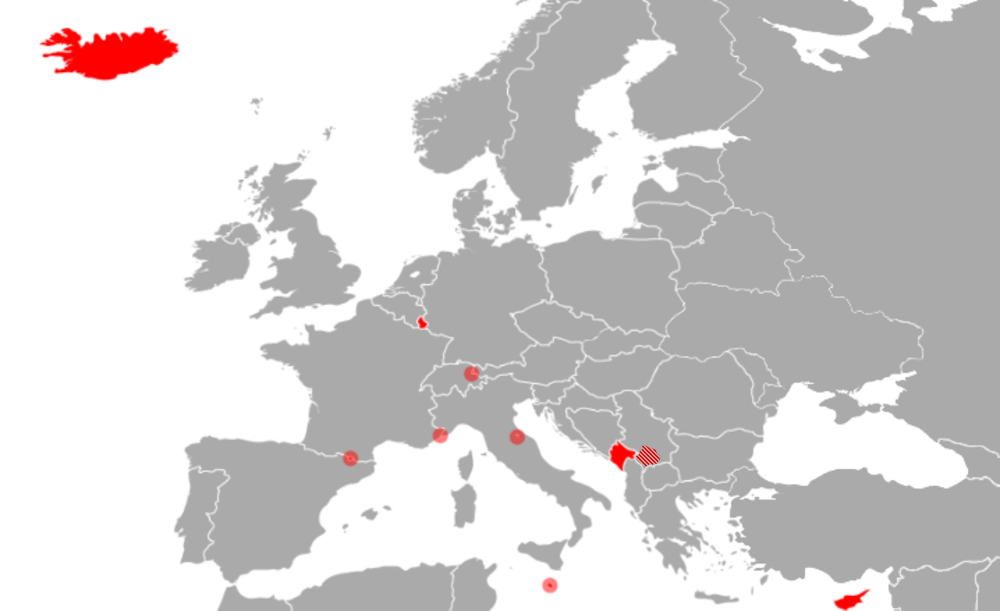
Pequeños Estados de Europa, todos excepto Montenegro participaron en la XII sdición de los Juegos de los Pequeños Estados de Europa.

Los XII Juegos de los Pequeños Estados de Europa se celebraron en Mónaco, entre el 4 de junio y el 9 de junio de 2007. El Principado albergaba por segunda vez está competición, ya que también fue la anfitriona de la misma en la edición de 1987.
La administración de los juegos fue llevada a cabo conjuntamente por el Gobierno de Mónaco y el Comité Olímpico de Mónaco. El Príncipe Alberto II de Mónaco inauguró oficialmente el evento.
Estos fueron los primeros juegos en que no participaron todas las naciones candidatas ya que Montenegro, a pesar de que se adhirió a la Asociación Atlética de los Pequeños Estados en 2006, no envió a ningún deportista. Alrededor de 1.200 personas participaron en los juegos, incluidos entrenadores y funcionarios de las delegaciones. Los países participantes fueron: la anfitriona Mónaco, Andorra, Chipre, Islandia, Liechtenstein, Luxemburgo, Malta y San Marino.

## Instalaciones
También fueron los primeros juegos de los pequeños estados donde se organizó una villa para los atletas y las delegaciones ubicándose esta en el barco de cruceros SM Melody, atracado en Fontvieille. 
En el Estadio Louis II, situado en este distrito, se realizaron además la mayoría de eventos deportivos, el atletismo, el baloncesto, la natación y el tenis de mesa. En el centro de tiro Rainiero III situado en el mismo distrito se llevó a cabo la competición de tiro. La gimnasia tuvo lugar en el Canton Hall un gran recinto para eventos de Mónaco. El Voleibol se jugó en el Complejo Deportivo Moneghetti, situado en territorio francés. El gimnasio del liceo técnico y hotelero de Monte Carlo, el Annonciade, albergó las pruebas de judo. La Bolwls se celebró en el Club Bouliste de Rocher. Mientras el tenis lo hizo en club de campo Monte Carlo. Además gracias a que Mónaco posee costa (a diferencia de algunos de los anteriores países organizadores) la competición de vela se celebró en la bahía de Mónaco y el vóley playa en la playa de Larvotto.

## Competiciones
Se disputaron un total de 12 disciplinas con 124 competiciones distintas, con lo que se convirtieron en los más diversos hasta el momento. Aunque se eliminaron de la competición el taekwondo y el ciclismo se añadió el Bowls, el vóley playa y la gimnasia y la vela. El resto de las pruebas fueron las mismas:
- Atletismo
- Baloncesto
- Bowls
- Gimnasia
- Judo
- Natación
- Tenis
- Tenis de mesa
- Tiro
- Vela
- Voleibol
- Vóley playa

## Medallero
| Núm. | País               | Oro | Plata | Bronce | Total |
| ---- | ------------------ | --- | ----- | ------ | ----- |
| 1    | Chipre             | 36  | 33    | 24     | 93    |
| 2    | Islandia           | 31  | 23    | 24     | 78    |
| 3    | Luxemburgo         | 20  | 25    | 36     | 81    |
| 4    | Mónaco (anfitrión) | 19  | 16    | 17     | 52    |
| 5    | Malta              | 4   | 9     | 17     | 30    |
| 6    | Andorra            | 4   | 6     | 7      | 17    |
| 7    | San Marino         | 4   | 6     | 6      | 16    |
| 8    | Liechtenstein      | 3   | 5     | 5      | 13    |

## Calendario
| ● | Ceremonia de apertura | ● | Competiciones | ● | Ceremonia de clausura |

|               | Data  |       |       |       |       |       |
| Sport         | 04.06 | 05.06 | 06.06 | 07.06 | 08.06 | 09.06 |
| Ceremonia     | ●     |       |       |       |       | ●     |
| Atletismo     |       | ●     |       | ●     |       | ●     |
| Vóley playa   |       | ●     | ●     | ●     | ●     | ●     |
| Bowls         |       | ●     | ●     |       | ●     | ●     |
| Gimnasia      |       | ●     |       | ●     |       |       |
| Judo          |       | ●     | ●     |       | ●     |       |
| Natación      |       | ●     | ●     | ●     | ●     |       |
| Baloncesto    |       | ●     | ●     | ●     | ●     | ●     |
| Voleibol      |       | ●     | ●     | ●     | ●     | ●     |
| Tenis         |       | ●     | ●     | ●     | ●     | ●     |
| Tenis de mesa |       | ●     | ●     | ●     | ●     | ●     |
| Tiro          |       |       | ●     | ●     |       |       |
| Vela          |       | ●     | ●     | ●     | ●     |       |

## Curiosidades
Dos jóvenes competidores de vela malteses Thomas Tabona y Ella Soler tenían 13 y 14 años respectivamente.
San Marino a pesar de no poseer litoral ganó una medalla de plata en vela.